# Edifício e Galeria Califórnia
O Edifício e Galeria Califórnia localiza-se no centro de São Paulo e foi projetado pelos arquitetos Oscar Niemeyer e Carlos Lemos em 1951, sendo inaugurado em 1955. O edifício situa-se em um centro de quadra e interliga as ruas Barão de Itapetininga e Rua Dom José de Barros, com fachadas para as duas ruas.

## História
O terreno onde o prédio seria erguido fora vendido ao Banco Nacional Imobiliário pelo arquiteto Júlio de Abreu, que sugeriu que a obra tivesse a participação de Niemeyer. Niemeyer fez os estudos do projeto no Rio de Janeiro e só depois foi para São Paulo. Foi então que o arquiteto abriu um escritório na rua 24 de maio, sob a supervisão de Carlos Lemos. O projeto buscou atender às novas demandas do mercado imobiliário, visando ao máximo aproveitamento do lote e obedecendo à nova legislação da época, que mudara os parâmetros de ocupação. Devido às dificuldades no atendimento à legislação, o prédio levou cerca de quatro anos para ser aprovado na Prefeitura.
Definida a necessidade de aproveitamento, Niemeyer desenhou um projeto obedecendo as diferentes demandas para as ruas onde o lote se localiza, alcançando em cada uma a altura máxima permitida de acordo com a largura da via. O edifício ocupa toda extensão lindeira dos lotes, e em seu interior há um pátio interno para onde são voltadas as quatro alas de escritórios, com extensos e amplos corredores e que se utilizam de seis elevadores. Nas duas fachadas o edifício conta com pilares em "V", marca de Niemeyer e que se tornaria moda na década de 50.

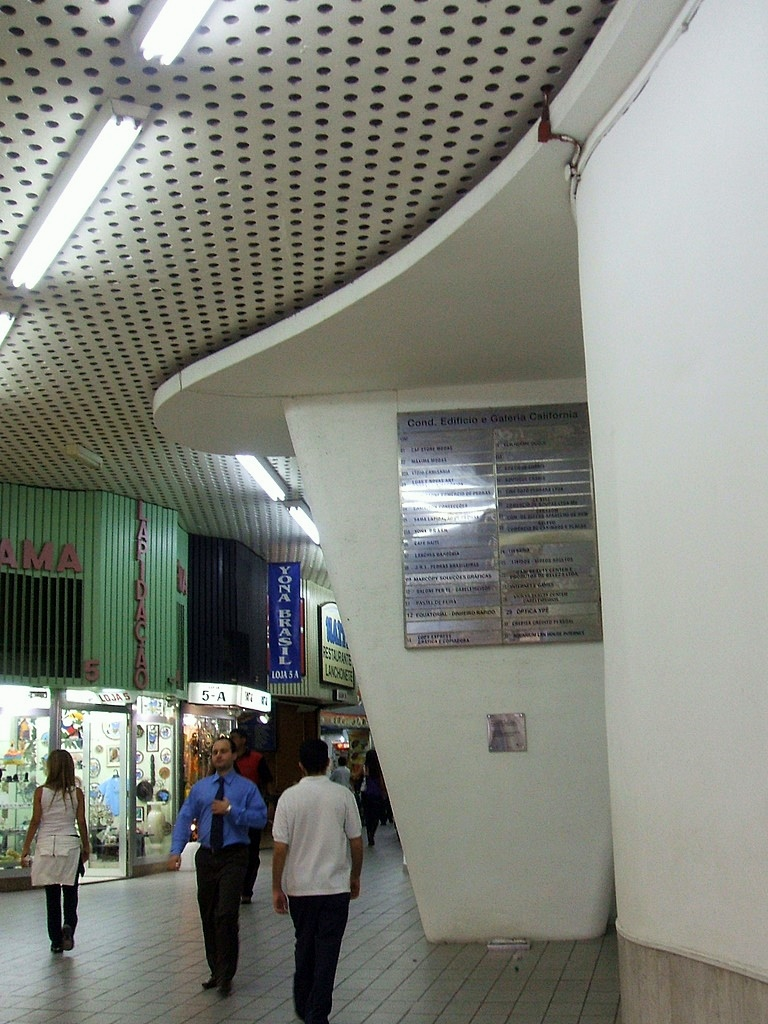
Galeria (foto de 2008).

Na fachada da Rua Barão de Itapetininga, o edifício possui dez andares, com mais três pavimentos recuados sucessivamente, totalizando treze pavimentos. Na elevação da Rua Dom José de Barros, sobre a parte baixa da galeria (a parte alta possui 8,4 metros de pé direito) e devido às diferenças de níveis entre as duas ruas, o edifício passa a ter oito pavimentos seguindo o alinhamento da via e mais cinco pavimentos em um só um recuo. Com esta configuração, a partir do pátio interno a percepção é de treze pavimentos em todo o edifício.

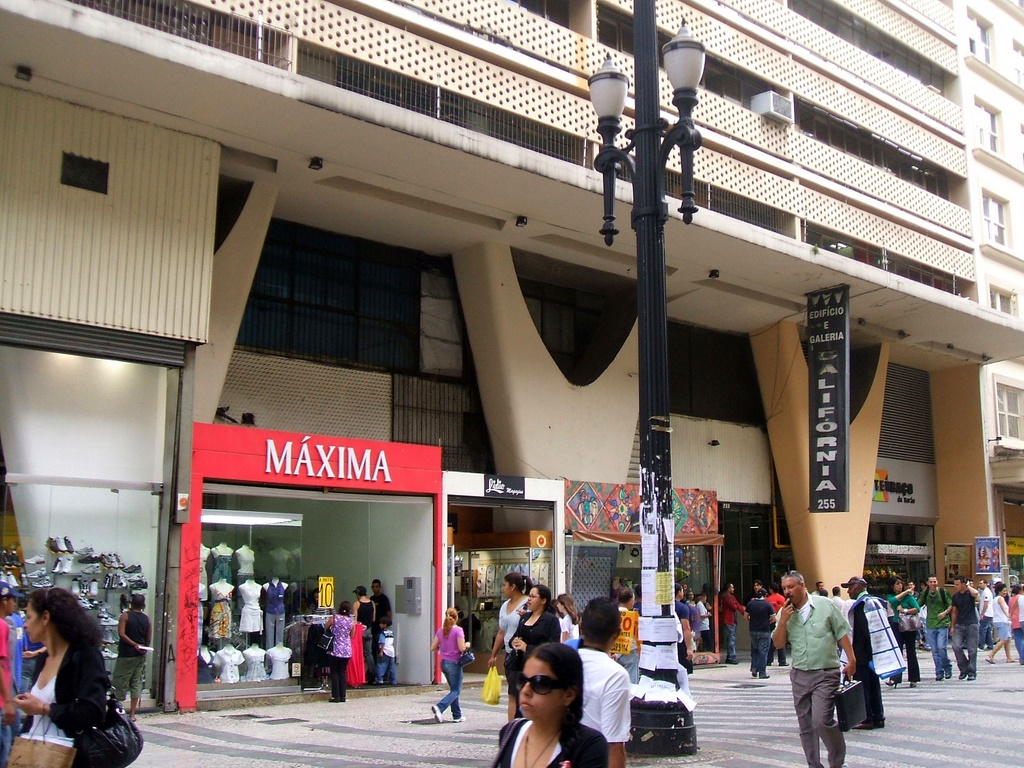
Acesso pela Barão de Itapetininga (foto de 2008).

Apesar de resolver plástica e funcionalmente as necessidades do edifício, este foi duramente criticado pelo arquiteto suíço Max Bill, em sua visita a São Paulo em 1953. Segundo o arquiteto, o edifício possui estrutura confusa, desnecessária e pródiga, apontando o excesso no formalismo de Oscar Niemeyer. Na época os arquitetos brasileiros reagiram mal às criticas de Max Bill e preferiram criticá-lo a debater as questões levantadas.
O edifício encontrava-se em 2009 com problemas de conservação, incluindo os três pilares da fachada, pintados cada um de uma cor, e o painel de Portinari do saguão, que tem peças faltando. Em parceria com a Unesp, previa-se a instalação de um centro cultural no local e a restauração do painel de Portinari, a um custo estimado entre cinco milhões e seis milhões de reais.

## Artistas envolvidos
Em geral, as obras de Oscar Niemeyer contam com esculturas, murais ou panéis de artistas brasileiros. O edifício Califórnia possui um mural de mosaico de Portinari (com cerca de 250 metros quadrados) no interior da galeria, que inicialmente seria figurativo, com representação de bandeirantes e indígenas, mas que, por falta de tempo do artista, se tornou uma composição abstrata. A restauração do painel estava prevista para ser executada em 2009.